# Kaipabäcken
Kaipabäcken är ett naturreservat i Gällivare kommun i Norrbottens län.
Området är naturskyddat sedan 2010 och är 7,2 kvadratkilometer stort. Reservatet omfattar en sträcka av Kaipabäcken med omgivande våtmark. Reservatet består av gammal granskog med inslag av lövträd.  